# U 131 (U-Boot, 1941)
U 131 war ein deutsches U-Boot vom Typ IX C, das im Zweiten Weltkrieg von der deutschen Kriegsmarine im Atlantik eingesetzt wurde. Auf seiner einzigen Unternehmung versenkte es ein Schiff mit 4016 BRT, wobei 43 Menschen starben. Als erstes deutsches U-Boot des Zweiten Weltkriegs schoss es kurz vor seiner Versenkung ein angreifendes Flugzeug ab, dessen Pilot (1-Mann-Besatzung) starb. Am 17. Dezember 1941 bei Madeira wurde es von mehreren britischen Kriegsschiffen und einem Trägerflugzeug schwer beschädigt und anschließend selbstversenkt. Alle 55 Mann der Besatzung wurden von den Zerstörern als Kriegsgefangene an Bord genommen.

## Geschichte
Der Auftrag für das Boot wurde am 7. August 1939 an die AG Weser in Bremen vergeben. Die Kiellegung erfolgte am 1. September 1940, der Stapellauf am 1. April 1941, die Indienststellung unter Korvettenkapitän Arend Baumann fand schließlich am 1. Juli 1941 statt.
Das Boot gehörte nach seiner Indienststellung am 1. Juli 1941 bis November 1941 als Ausbildungsboot zur 4. U-Flottille in Stettin. Nach der Ausbildung gehörte U 131 von November 1941 bis zu seiner Versenkung am 17. Dezember 1941 als Frontboot zur 2. U-Flottille in Lorient.
U 131 unternahm während seiner Dienstzeit eine Feindfahrt, auf denen es ein Schiff mit 4.016 BRT versenken konnte.

## Geleitzugschlacht vor Gibraltar
Das Boot lief am 27. November 1941 um 6.00 Uhr zu seiner ersten Unternehmung von Kiel aus Auf dieser 21 Tage dauernden Unternehmung in den Atlantik, westlich von Gibraltar, wurde ein Schiff mit 4.016 BRT versenkt und ein Flugzeug abgeschossen.
- 6. Dezember 1941: Versenkung des britischen Dampfers Scottish Trader mit 4.016 BRT. Der Dampfer wurde durch einen Torpedo versenkt. Er hatte Stückgut geladen und befand sich auf dem Weg von Philadelphia über Sydney nach Liverpool. Das Schiff war ein Nachzügler des Konvois SC-56 mit 42 Schiffen. Es war ein Totalverlust mit 43 Toten.

U 131 gehörte zur U-Bootgruppe „Seeräuber“, die Mitte Dezember zusammengestellt wurde, um den von Gibraltar nach Großbritannien gehenden Geleitzug HG 76 anzugreifen.
- 17. Dezember 1941: Abschuss einer Martlet der Squadron 802, das vom britischen Geleitträger HMS Audacity[1] gestartet war. Der Pilot sichtete das aufgetaucht fahrende U-Boot und griff U 131 mit Wasserbomben an. Das Flugzeug wurde beim Angriff auf U 131 kurz vor der Versenkung des U-Bootes abgeschossen.

Dies war das erste Flugzeug, das im Zweiten Weltkrieg durch ein U-Boot abgeschossen wurde.

## Verbleib
Das Boot wurde am 17. Dezember 1941 im Atlantik nordöstlich der Insel Madeira von den britischen Zerstörern Stanley, Exmoor und Blankney, der Korvette Pentstemon sowie einem Flugzeug vom Typ Martlet des britischen Geleitträgers Audacity mit Wasserbomben zum Auftauchen gezwungen, anschließend von der Besatzung selbst versenkt. Die Position war 34° 12′ N, 13° 35′ W im Marine-Planquadrat DH 3349. Es gab keine Verluste an Menschenleben; die 55 überlebenden U-Boot-Fahrer wurden von den britischen Zerstörern als Kriegsgefangene an Bord genommen.